# Christiane Mercelis
Christiane Mercelis (5 oktober 1931 – Ukkel, 14 juni 2024) was een tennisspeelster uit België. Zij was actief in de jaren 1950 en 1960.
In 1949 won Mercelis het juniorentoernooi van Wimbledon. Zij was zowel in het enkelspel als in het dubbelspel actief. In Wimbledon nam ze van 1951 tot en met 1968 zonder onderbreking deel aan het toernooi en op Roland Garros van 1952 tot en met 1965. Op dit laatste toernooi behaalde ze in 1957 haar beste resultaat met het bereiken van de kwartfinale.
Mercelis vertegenwoordigde België op de Federation Cup van 1963 tot 1964 en van 1966 tot en met 1969.
Op de jaarlijkse Belgische kampioenschappen ondervond Mercelis weinig tegenstand: ze won in totaal 13 enkelspeltitels, 14 damesdubbelspeltitels en 16 gemengd dubbelspeltitels (waarvan 13 met Jacky Brichant).

## Toernooizeges
Tijdens haar lange carrière behaalde Mercelis in totaal 17 enkelspeltitels en eveneens 17 dubbelspeltitels in officiële toernooien.

### Enkelspel
- 1956: Nice
- 1957: Cannes, Nice, Aix-en-Provence
- 1959: Keulen, Moskou, Brussel
- 1960: Brussel, Kent
- 1961: Cannes, Brussel, Knokke, 't Melkhuisje (Hilversum)
- 1963: Le Touquet
- 1964: Brussel, Knokke
- 1965: Brussel

### Dubbelspel
- 1955: Rome
- 1957: Nice, Antwerpen
- 1960: Knokke, Gstaad
- 1961: Brussel, Antwerpen, Amsterdam, 't Melkhuisje (Hilversum)
- 1962: Bremen, Cannes, Nice
- 1963: Oostende
- 1964: Knokke, Menton
- 1965: Knokke
- 1968: Oostende

## Resultaten grandslamtoernooien
| Legenda | Legenda                          |
| ------- | -------------------------------- |
| g.t.    | geen toernooi gehouden           |
| l.c.    | lagere categorie                 |
| –       | niet deelgenomen                 |
| G       | uitgeschakeld in de groepsfase   |
| 1R      | uitgeschakeld in de eerste ronde |
| 2R      | uitgeschakeld in de tweede ronde |
| 3R      | uitgeschakeld in de derde ronde  |
| 4R      | uitgeschakeld in de vierde ronde |
| KF      | uitgeschakeld in de kwartfinale  |
| HF      | uitgeschakeld in de halve finale |
| F       | de finale verloren               |
| W       | het toernooi gewonnen            |
| w-v     | winst/verlies-balans             |

De onderstaande tabellen zijn niet volledig. Tussen de 1952 en 1965 speelde ze elk jaar op Roland Garros waar ze in 1957 de kwartfinale haalde.

### Enkelspel
| Toernooi        | 1951 | 1952 | 1953 | 1954 | 1955 | 1956 | 1957 | 1958 | 1959 | 1960 | 1961 | 1962 | 1963 | 1964 | 1965 | 1966 | 1967 | 1968 |
| --------------- | ---- | ---- | ---- | ---- | ---- | ---- | ---- | ---- | ---- | ---- | ---- | ---- | ---- | ---- | ---- | ---- | ---- | ---- |
| Australian Open | –    | –    | –    | –    | –    | –    | –    | –    | –    | –    | –    | –    | –    | –    | –    | –    | –    | –    |
| Roland Garros   | –    | –    | –    | –    | –    | –    | –    | –    | –    | –    | –    | –    | –    | –    | –    | –    | –    | –    |
| Wimbledon       | 1R   | 2R   | 3R   | 4R   | 4R   | 1R   | 2R   | 4R   | 3R   | 2R   | 2R   | 1R   | 2R   | 3R   | 2R   | 2R   | 2R   | 1R   |
| US Open         | –    | –    | –    | –    | –    | –    | –    | –    | –    | –    | –    | –    | –    | –    | –    | –    | –    | –    |

### Vrouwendubbelspel
| Toernooi        | 1968 |
| --------------- | ---- |
| Australian Open | –    |
| Roland Garros   | –    |
| Wimbledon       | 1R   |
| US Open         | –    |